# Janjanbi

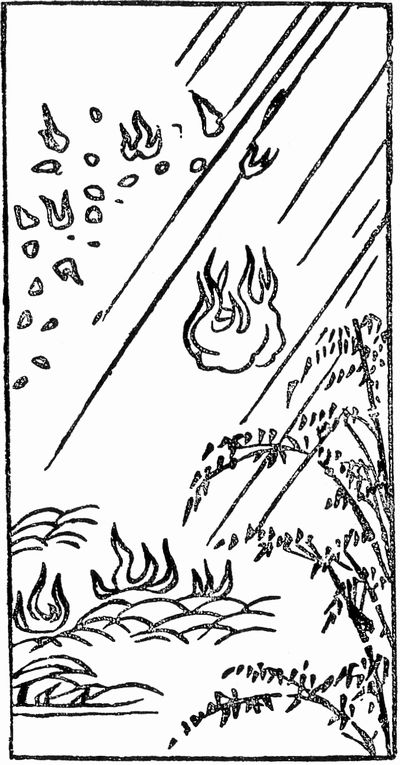
Onibi extrait du Wakan Sansai Zue (1712).

Un janjanbi (じゃんじゃん火) est un onibi (esprit d'une personne décédée apparaissant sous forme de feu follet qui figure dans les légendes de différents endroits de la préfecture de Nara. Dans la préfecture de Miyazaki, ils sont aussi appelés musabi (むさ火) et kechibi dans la préfecture de Kōchi.

## Description
Leur nom vient du son « janjan » qu'ils produisent. Il existe beaucoup de légendes où ce sont des gens qui ont commis des suicides doubles ou des commandants militaires et autres défunts dont les âmes ont été transformées en boules de feu.
Toujours à Nara, il y a des légendes différentes et des noms différents selon les régions.
Byakugō-ji, Nara
Le terme janjanbi désigne deux boules de feu qui apparaissent dans les cimetières de Byakugō-ji et Daian-ji. Dans la rivière Fūfu, les deux boules de feu se rencontrent, s'entrelacent pour finalement retourner dans leurs tombes.
Quand une personne voit ce feu, il se rapproche de cette personne, et même quand ceux qui sont chassés par le janjanbi fuient au milieu d'un étang, le feu les suivra toujours au-dessus de l'étang.
Les légendes les disent être homme et femme qui ont commis un double suicide, et depuis qu'ils ont été enterrés dans des temples séparés, ils sont devenus des boules de feu qui se réunissent.
Yamatokōriyama
Le terme désigne deux hitodama qui se présentent tous les 7 janvier sur le pont au-dessus de la Saho-gawa. Tout comme ceux de la ville de Byakugō-ji, ce sont aussi les esprits d'un homme et d'une femme.
Il est dit qu'existait une coutume le 7 juin selon laquelle 20 hommes et femmes étaient choisis à partir de chacun des villages environnants pour danser au-dessus du pont où ils apparaissent fréquemment pour consoler l'esprit des hitodama.
Fujichō, Tenri
Le terme janjanbi désigne une boule de feu qui apparaît à partir des ruines d'un château et s'envole vers l'ouest. Pour ceux qui la rencontrent, il est nécessaire de se cacher sous un pont et d'attendre que passe le phénomène. Il est aussi appelé Zannenbi (残念火), litt. « feu de déception »)

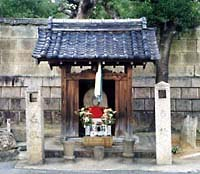
Le kubikiri jizō à Tainoshōchō, Tenri

Yanagimotochō et Tainoshōchō, Tenri et Kashihara
Par une nuit d'été lorsque la pluie est proche, en se tournant vers le château de Tōichi et en disant hoi hoi, le janjanbi vole à la rencontre du visiteur, rendre le son « jan jan », puis disparaît. Il est aussi appelé le hoihoibi (ホイホイ火)
Le janjanbi est considéré être l'onryō du commandant militaire Tōtada Tōichi tué par Matsunaga Danjō à l'époque Azuchi Momoyama, et ceux qui le voit seraient, de par la malédiction du nryō, malade de la fièvre pendant trois jours et trois nuits. Lorsque Tōtada a été tué, les soldiers tués ont tous dit zannen, zannen (déception, déception) comme une seule voix, ce pourquoi cette clameur a été entendue comme jan jan.
Également à Tainoshōchō, Tenri, il existe un jizō à la tête séparée appelées la kubikiri jizō (« jizō décapité »), mais il est rapporté qu'un soldat attaqué par un janjanbi dans le passé a brandi son épée et accidentellement coupé la tête d'un jizō au bord de la route. On dit qu'à la fin, ce soldat est mort complètement brûlé.

## Source de la traduction
- (en) Cet article est partiellement ou en totalité issu de l’article de Wikipédia en anglais intitulé « Janjanbi » (voir la liste des auteurs).